# ليلى ماكان
ليلى ماكان (بالإنجليزية: Lila McCann)‏ هي مغنية وكاتبة غنائية أمريكية، ولدت في 4 ديسمبر 1981.

## وصلات خارجية
- الموقع الرسمي
- ليلى ماكان على موقع IMDb (الإنجليزية)
- ليلى ماكان على موقع ميوزك برينز (الإنجليزية)
- ليلى ماكان على موقع أول ميوزيك (الإنجليزية)
- ليلى ماكان على موقع ديسكوغز (الإنجليزية)